# Roxfort Expressz
A Roxfort Expressz a Harry Potter könyvekben és a könyvekből készült filmekben szereplő vasútvonal, illetve a vonalon futó szerelvény neve. A járat a Roxfort Boszorkány- és Varázslóképző Szakiskola diákjait szállítja a londoni King's Cross pályaudvar muglik elől rejtett 9 és 3/4. vágányáról a roxmortsi vasútállomásra. A vagonok és a mozdony piros, amit a filmben fekete színnel párosítottak. A filmben szereplő mozdony az 1937-ben épített, 5972-es pályaszámú Olton Hall.

## Lego változat
A Lego cég kétszer is elkészítette a Roxfort Expressz Lego változatát, először a King's Cross-i 9 és 3/4. vágánnyal az első film alapján, majd a Roxmortsi állomással a harmadik film alapján.